# Burton Latimer
Burton Latimer – miasto i civil parish w Wielkiej Brytanii, w Anglii, w regionie East Midlands, w hrabstwie Northamptonshire, w dystrykcie (unitary authority) North Northamptonshire. Leży 4,5 km od miasta Kettering, 19,1 km od miasta Northampton i 102,6 km od Londynu. W 2001 roku miasto liczyło 6740 mieszkańców. W 2011 roku civil parish liczyła 7449 mieszkańców. Burton Latimer jest wspomniana w Domesday Book (1086) jako Burtone.